# اینار مائسالو
اینار مائسالو (استونیایی: Innar Mäesalu؛ زادهٔ ۲ اوت ۱۹۷۰) سیاستمدار و نماینده سابق مجلس اهل استونی است.